# Arnold Alexandrowitsch Alschwang
Arnold Alexandrowitsch Alschwang (* 19. Septemberjul. / 1. Oktober 1898greg. in Kiew; † 28. Juli 1960 in Moskau) war ein ukrainisch-russischer Pianist, Komponist, Musikwissenschaftler und Musikpädagoge.

## Leben
Alschwang, Sohn des Kiewer 1. Gilde-Kaufmanns Alexander Aronowitsch Alschwang, besuchte die Handelsschule. 1914–1915 war er wegen unpatriotischer Aussagen in das Gouvernement Olonez verbannt. Er studierte dann am Kiewer Konservatorium in der Klavier-Klasse von Heinrich Neuhaus mit Abschluss 1920 als Pianist. Es folgte ein Kompositionsstudium bei Reinhold Glière und Boleslaw Jaworskyj mit Abschluss 1922. Daneben leitete er in Kiew die Militärmusikschule (1919–1921). Er lehrte dann am Kiewer Konservatorium (1923–1925) und am Moskauer Brjussow-Institut für Literatur und Kunst (1923–1924) sowie am Moskauer Krassnopressnenski-Technikum (heute Automobil-College) (1925). Als Pianist konzertierte er 1923–1931. Am Moskauer Konservatorium lehrte er Musikgeschichte (1930–1934). 1944 wurde Alschwang zum Doktor der Kunstwissenschaft promoviert.
Alschwang komponierte eine Sinfonie (1922), ein sinfonisches Gedicht auf ein ukrainisches Volksthema (1926), Klavierstücke, Chormusik, Romanzen und Bühnenmusik. Alschwang veröffentlichte Bücher über Claude Debussy (1935), Richard Wagner (1938), Alexander Weprik (1939), Alexander Skrjabin (1945), Modest Mussorgski (1946) und Peter Tschaikowski (1959). Nach seinem Tode erschien der Sammelband über die Werke von Debussy und Ravel (1963). In der Serie zu bemerkenswerten Menschen gab er 1940 ein Buch über Ludwig van Beethoven heraus, das er dann zu einer Monografie ausarbeitete (1952). 1963 erschien die überarbeitete und erweiterte Ausgabe, die 1966 und 1971 neu aufgelegt und auch ins Ungarische, Estnische und Rumänische übersetzt wurde.